# Ligue chrétienne espérantiste internationale
 (janvier 2021).
Si vous disposez d'ouvrages ou d'articles de référence ou si vous connaissez des sites web de qualité traitant du thème abordé ici, merci de compléter l'article en donnant les références utiles à sa vérifiabilité et en les liant à la section « Notes et références ».
Pour les articles homonymes, voir KELI.
La Ligue chrétienne espérantiste internationale (en espéranto : Kristana Esperantista Ligo Internacia ou KELI) regroupe des chrétiens de diverses tendances, principalement des églises issues de la Réforme. L'action de la KELI est tournée dans deux directions : informer sur l'espéranto parmi les Églises ou les groupes chrétiens, et informer sur le christianisme dans les milieux espérantistes.

## Actions
Dès le début la KELI a soutenu l'action auprès des aveugles du Néerlandais Jacques Tuinder, connue sous le sigle E3, ou maintenant EvidEntE. Actuellement l'aide se concentre sur l'Albanie, mais n'oublie pas d'autres pôles de misère pour raison de mal-voyance.

### Congrès
Après la dernière guerre la KELI a commencé à organiser des congrès annuels, avec un programme préparé avec soin, travail, étude, distraction, rencontre avec le pays d'accueil et contact avec les églises locales. De plus en plus, en raison d'un bon contact avec l'IKUE, l'union espérantiste catholique romaine (en espéranto : Internacia Katolika Unuiĝo Esperantista), les congrès annuels sont souvent communs, donc œcuméniques. La première fois, c'était en 1968 à Limbourg-sur-la-Lahn. Ils attirent entre 90 et 200 participants, pas nécessairement membres de la KELI ou de l'IKUE. À l'occasion des congrès mondiaux d’espéranto, l'IKUE et la KELI s'efforcent de proposer des services religieux, si possible œcuméniques. Souvent, ce sont les moments du programme de la semaine de congrès les plus fréquentés.

### Revue et littérature
Sa revue maintenant bimestrielle, Dia Regno est apparue en 1908, quand Paul Hübner a eu la certitude que cinq personnes au moins s'abonneraient. Maintenant elle sert de lien entre membres et intéressés dans 48 pays et appartenant à de nombreuses confessions, depuis des adventistes et des quakers jusqu'aux luthériens, calvinistes, anglicans et orthodoxes.
Depuis 1971 la KELI possède un recueil de cantiques officiel Adoru Kantante avec 262 cantiques, le plus souvent des classiques, venant de nombreux pays et langues, avec une musique à quatre parties, un beau livre d'une qualité professionnelle. Plus tard, dans les congrès, on a beaucoup utilisé un recueil d'aspect plus modeste, Tero kaj Ĉielo kantu avec 161 numéros, plutôt modernes. Un recueil liturgique œcuménique, Adoru, comprenant textes, prières et cantiques est paru en juin 2001.

## Historique
KELI a été fondée en 1911 pendant le 7e congrès mondial d’espéranto à Anvers. Dès le début il a fallu se procurer une littérature de base. En 1912 a paru le Nouveau Testament et en 1926 la Bible avec l'Ancien Testament, traduit par Zamenhof (publiée non par une édition privée mais par la Société biblique britannique et étrangère). C'est ainsi qu'elle est régulièrement disponible dans toutes les librairies bibliques du monde. Une édition comprenant les livres deutérocanoniques (traduits par le Néerlandais Gerrit Berveling) est parue en 2003.